# Karambakkam
Karambakkam è una suddivisione dell'India, classificata come census town, di 14.591 abitanti, situata nel distretto di Tiruvallur, nello stato federato del Tamil Nadu. In base al numero di abitanti la città rientra nella classe IV (da 10.000 a 19.999 persone).

## Geografia fisica
La città è situata a 13° 02' 34 N e 80° 09' 42 E.

## Società

### Evoluzione demografica
Al censimento del 2001 la popolazione di Karambakkam assommava a 14.591 persone, delle quali 7.569 maschi e 7.022 femmine. I bambini di età inferiore o uguale ai sei anni assommavano a 1.546, dei quali 791 maschi e 755 femmine. Infine, coloro che erano in grado di saper almeno leggere e scrivere erano 10.714, dei quali 5.940 maschi e 4.774 femmine.